# Сенегамбијски камени кругови
Сенегамбијски камени кругови (фр. Cercles mégalithiques de Sénégambie) су групе мегалитских камених кругова које се налазе у Гамбији северно од Јањанбуреха и у централном Сенегалу. Распрострањени у региону од 30,000 км², понекад се деле на кругове Васу (Гамбија) и Сине-Салоум (Сенегал), али ово је чисто национална подела. Са преко 1000 камених кругова и тумулуса који се простиру на површини од 350 км дужине и 100 км ширине, Сенегамбијски камени кругови су највећа концентрација камених кругова виђена било где у свету и чине обиман сакрални пејзаж који се користио више од 1500 година. Као резултат тога, локалитети су уписани на Унескову листу светске баштине 2006. године 

## Опис и историја
Камени кругови и други мегалити који се налазе у Сенегалу и Гамбији понекад се деле на четири велика места: Сине Нгајене и Ванар у Сенегалу и Васу и Кербач у региону Централне реке у Гамбији. Ова четири главна подручја чини око 29.000 каменова, 17.000 споменика и 2.000 појединачних локалитета. Споменици се састоје од првобитно усправних блокова или стубова (неки су се срушили), углавном од латерита са глатким површинама. Монолити се налазе у круговима, двоструким круговима, изоловани или одвојени од кругова (обично ка истоку) у редовима или појединачно. Ово камење које се налази одвојено изван кругова назива се фронтално камење. Када се фронтално камење налази у два паралелна, повезана реда, називају се лира камење.
Истраживачи нису сигурни када су ови споменици подигнути, али опште прихваћени распон је између трећег века пре нове ере и шеснаестог века нове ере. Гробне хумке у близини комплекса Васу датоване су у 927–1305. годину нове ере, иако није јасно да ли су хумке изграђене пре или после камених кругова. Археолози су такође пронашли крхотине грнчарије, људске гробове и неке гробне предмете и метале око мегалитских кругова. Мала колекција ових се може наћи у студијској колекцији Британског музеја коју је поклонио колонијални администратор Сир Ричмонд Палмер. Укључују гвоздену наруквицу и два копља.
Изградња камених споменика показује доказе просперитетног и организованог друштва заснованог на количини рада потребног за изградњу таквих објеката. Камење је извађено из каменолома латерита коришћењем гвозденог алата, иако је неколико од ових каменолома идентификовано као директно повезано са одређеним локалитетима. Након вађења камена, направљени су идентични стубови, цилиндрични или полигонални, са просеком висине два метра и тежине седам тона. Градитељи ових мегалита су непознати. Могући кандидати су преци народа Ђола или Волоф , али неки верују да су људи Серер градитељи. Ова хипотеза потиче од чињенице да Серери још увек користе погребне куће попут оних пронађених у Ванару.

## Локалитет Светске баштине
Гамбија:
- Камени кругови Кербач13° 45′ 16″ С; 15° 04′ 05″ З / 13.754565° С; 15.068131° З
- Камени кругови Васу 13° 41′ 29″ С; 14° 52′ 23″ З / 13.691525° С; 14.873111° З

Сенегал:
- Камени кругови Сине Нгајене13° 41′ 43″ С; 15° 32′ 07″ З / 13.695278° С; 15.535278° З
- Камени кругови Ванар 13° 46′ 27″ С; 15° 31′ 23″ З / 13.77429° С; 15.52305° З

### Васу
Васу се налази у округу Ниани у Гамбији и састоји се од 11 камених кругова који су повезани са предњим камењем. Највиши камен се налази у овој области, са висином од 2,59 метара. Градитељи споменика овде су поседовали велико познавање локалне геологије како би пронашли изворе латеритног камења. Мора да су имали и велику техничку способност да извуку ово камење без да га цепају или поломе. Најновија ископавања спроведена на овим мегалитским круговима датирају из англо-гамбијске кампање коју су водили Еванс и Озан 1964. и 1965. године. Налази укопа омогућили су датовање споменика између 927. и 1305. године 

### Кербач
Кербач, област која се састоји од девет камених кругова и једног двоструког круга, налази се у округу Нианија у Гамбији. Кербач представља камен „бифид“ у облику слова V (једини у региону) који се разбио на три места и пао. Овај камен, који је био део фронталне линије, обновљен је током експедиције Anglo-Gambian Stone Circles 1965. коју је водио П. Озан. Током ове експедиције Озан и његов тим су ископали двоструки круг у Кербачу.

### Ванар
Подручје Ванар се налази у округу Кафрине у Сенегалу, а састоји се од 21 каменог круга и једног двоструког круга. Ту је и бројно лира-камење. У ствари, једна трећина свих сенегамбијских лира-каменоваа налази се у Ванару. Чини се да сви споменици пронађени у Ванару означавају гробнице, према археолозима који су тамо радили. Истраживачи су такође утврдили да је то место прво било гробље, а да је камење додато касније за ритуалну употребу. Изградња овог подручја може се сузити на период између седмог и петнаестог века нове ере.
Актуелни програм датирања који је почео даје процене које датирају изградњу двоструког круга између дванаестог и тринаестог века. На дуплом кругу у Ванару обављено је ископавање 2008. године и разликују се два типа гробница: једноставне гробнице које су се састојале од великих јама запечаћених хумком и сложеније, које су биле дубоке са уским јамама. У гробницама је било и материјала попут цигле и малтера, што указује на постојање погребних кућа изграђених у време сахрањивања.
У Ванару су пронађене две врсте камења: високо и витко камење које је имало тенденцију да буде цилиндрично; као и краће камење трапезастог облика. Уочен је тренд у којем се фронталне линије не поклапају са одговарајућим круговима, што може сугерисати хронолошки редослед изградње споменика.
Постоји много других трагова који се могу наћи у Ванару који могу рећи како су ови споменици првобитно изгледали. На пример, унутрашњи прстен двоструког круга садржи пале монолите који се сви лепезасто шире од центра споменика. Ово може да сугерише, заједно са налазима сувог камена (без везивног средства) око споменика, да је испод монолита некада било сувог камена, а да је цилиндар састављен од унутрашњег прстена и сувог камена некада био испуњен земљом, тако да када се урушио услед спољашњег притиска, камење је такође испало напоље. Ову теорију не оповргава чињеница да је камење спољашњег прстена падало у различитим правцима, без спољашњег притиска.
Крхотине грнчарије су такође пронађене разбацане по локалитету, закопане у различитим слојевима земље. Одређени слојеви у којима је пронађена грнчарија говоре да је дошло до таложења након пада сувог камена, али пре урушавања монолита. Другим речима, грнчарија је можда била депонована на овом споменику након потпуног и/или делимичног напуштања монолита. Све у свему, уништење овог двоструког круга је било споро распадање током времена, за разлику од једног великог и изненадног колапса.
На основу свих ових налаза, истраживачи су развили могући модел за секвенцу погребних активности која се догодила у Ванару. Ова секвенца има три различите фазе: Прва фаза укључује сечење гробова у подземљу са погребним обредима, као што је покривање гробова хумкама; друга фаза је када је око хумки подигнуто стојеће камење; трећа фаза се састојала од подизања фронталног камена. Трећа фаза је можда била и када су ови споменици постали места ритуалних активности и када је око њих почела да се скупља керамика. Креатори овог модела увиђају да су могући и други низови, а поредак за редослед догађаја у двоструком кругу могао је бити и другачији.

### Сине Нгајене
Сине Нгајене је највећа од четири области. Ту се налазе 52 камена круга, један двоструки круг и 1102 клесана камена. Опште је прихваћено да појединачни гробови овде пронађени претходе вишеструким гробницама које су повезане са конструкцијом камених кругова. Локација Сине Нгајене налази се северозападно од Синеа, Сенегал, на координатама 15°32′ З, 13°41′ С.
2002. године покренута је експедиција у дренажној притоци Пети-Бао-Болонг; названа је Археолошки пројекат Сине-Нгајене. Тим је пронашао локације где је вршено топљење гвожђа и каменоломе који се налазе у близини споменика. Такође су пронашли доказе о стотинама кућа у близини, које датирају из времена настанка споменика, груписаних у групе од 2–5 са остацима кућних подова и крхотина грнчарије. Ови докази сугеришу постојање малих, повезаних, али независних заједница. Истраживачи такође сугеришу могућност да су ова мегалитска гробља могла бити жариште културног пејзажа и да су служила сврси окупљања људи.
Место Сине Нгајене има централну осу у облику слова Y са двоструким кругом (који се зове Диаломбере) који се налази у центру три гране. Првобитно је ово место било окружено стотинама тумулуса (гробних хумки) који су се током времена ерозијом изравнали. Докази говоре да су прво настале гробнице, а да је камење подигнуто касније, искључиво за сахрањивање. Често су чеони каменови подигнути на источној страни камених кругова. Археолози у Сине Нгајенеу су конструисали временску линију са четири различита, узастопна циклуса. Ови циклуси су засновани на материјалима закопаним у узастопним слојевима и хронологији изградње споменика двоструког круга у центру локалитета. Приближан период који је додељен овој временској линији креће се од 700. до 1350. године нове ере.

#### Циклус један
Материјали за први циклус налазе се на приближно 1,6-2,0 метара испод површине и датирани су између 700. и 800. године нове ере. Главни налаз за овај циклус била је велика јама дугуљастог облика са концентрацијом људских остатака у виду секундарне сахране. Пронађени су остаци са пет гвоздених врхова копаља и бакарном наруквицом. Јама је затрпана и покривена хумком прекривеном разбацаним латеритним блоковима. Истраживачи процењују да је спољни круг камења изграђен након првобитног сахрањивања, а додата су два велика фронтална камена.

#### Циклус два
Слојеви анализирани за други циклус налазе се на приближно 1,0-1,6 метара испод површине и датирају између 800. и 900. године нове ере. За овај слој откривена је још једна гробна јама дугуљастог облика. Међутим, ово гробно подручје се састојало од селективнијих људских костију, углавном дугих костију, и лобања, сахрањених у одвојеним епизодама. Они су такође били повезани са секундарним сахранама. Укупно је пронађено десет лобања, тридесет дугих костију и један гвоздени врх копља.

#### Циклус три
Трећи циклус обухватао је материјал између 0,5 и 1,0 метар испод површине и датира између 900. и 1000. године нове ере. Ово је временски период када се претпоставља да је изграђен унутрашњи круг монолита. Унутар овог слоја откривена је и плоча од латерита, која је можда коришћена као жртвени сто. Већина налаза се, међутим, састојала од уломака глине, одабраних костију (дуге кости и лобање) и људских зуба депонованих са грнчаријом. За то време споменик је еволуирао од селективног гробља, до ширег ритуалног места, постајући више „јавни споменик“. Током овог циклуса дошло је до померања са сахрањивања на понуде.

#### Циклус четири
Овај циклус садржи материјал лоциран од површине до приближно 0,5 метара испод површине, и датира се  између 1235. и 1427. године нове ере. Током овог периода изгледа да се споменик користио мање, а неке ствари пронађене из овог слоја могу бити случајна поновна депозиција. Већину налаза из ове зоне чинили су ситни фрагменти костију затрпани латеритним блоковима, који се налазе првенствено у унутрашњем кругу споменика. На једном месту пронађени су и уломци, као и секундарна гробна јама која садржи: 70 костију, седам тиркизних перли и два бакарна прстена. Ово може указивати на трговину на велике удаљености међу људима који су користили споменике. Све у свему, четврти циклус је садржао мешавину понуда и секундарних сахрањивања.

## Додатни камени кругови у Сенегамбији
- Камени кругови Диала Коуна
- Камени кругови Фарафени
- Камени кругови Гаран
- Камени кругови Кабакото
- Камени кругови Кау-ур
- Камени кругови Кајмора
- Камени кругови Кер Јабел
- Камени кругови Кеур Бакари
- Камени кругови Кеур Бамба
- Камени кругови Кеур Катим Диама
- Камени кругови Кунтаур Фула Кунда
- Камени кругови Ламин Кото'
- Камени кругови Медина Сабак
- Камени кругови Ниани Мару
- Камени кругови Ниоро Кунда
- Камени кругови Н'јаи Кунда
- Камени кругови Палана Мандика
- Камени кругови Пајома
- Камени кругови Винде Вало